# Yamila Díaz
Yamila Díaz-Rahi (* 9. März 1976 in Buenos Aires) ist ein argentinisches Model.

## Leben
Yamila Diaz wurde als Tochter eines Arztes und der Leiterin eines Altenheimes in Argentinien geboren. Sie hat libanesische und spanische Vorfahren sowie zwei Schwestern namens Maria und Yael.
Sie studierte in Buenos Aires Wirtschaftswissenschaften. 1996 wurde sie von einem Mitarbeiter einer Model-Agentur an einem Strand in Uruguay entdeckt, als sie dort mit ihrer Familie Urlaub machte. Danach ging sie nach Mailand und arbeitete mehrere Jahre hauptsächlich für Versandhauskataloge. 1999 wurde sie für den Sports-Illustrated-Bademodenkalender fotografiert, was ihrer Karriere als Model Auftrieb brachte.
Sie wurde fotografiert für die Zeitschriften Marie Claire, die spanische und die US-amerikanische Elle, die europäische Ausgabe von GQ, Max und Shape. 2000 wurde sie neben Estella Warren und Laetitia Casta erneut für die Sports Illustrated fotografiert.